# Mars von Todi

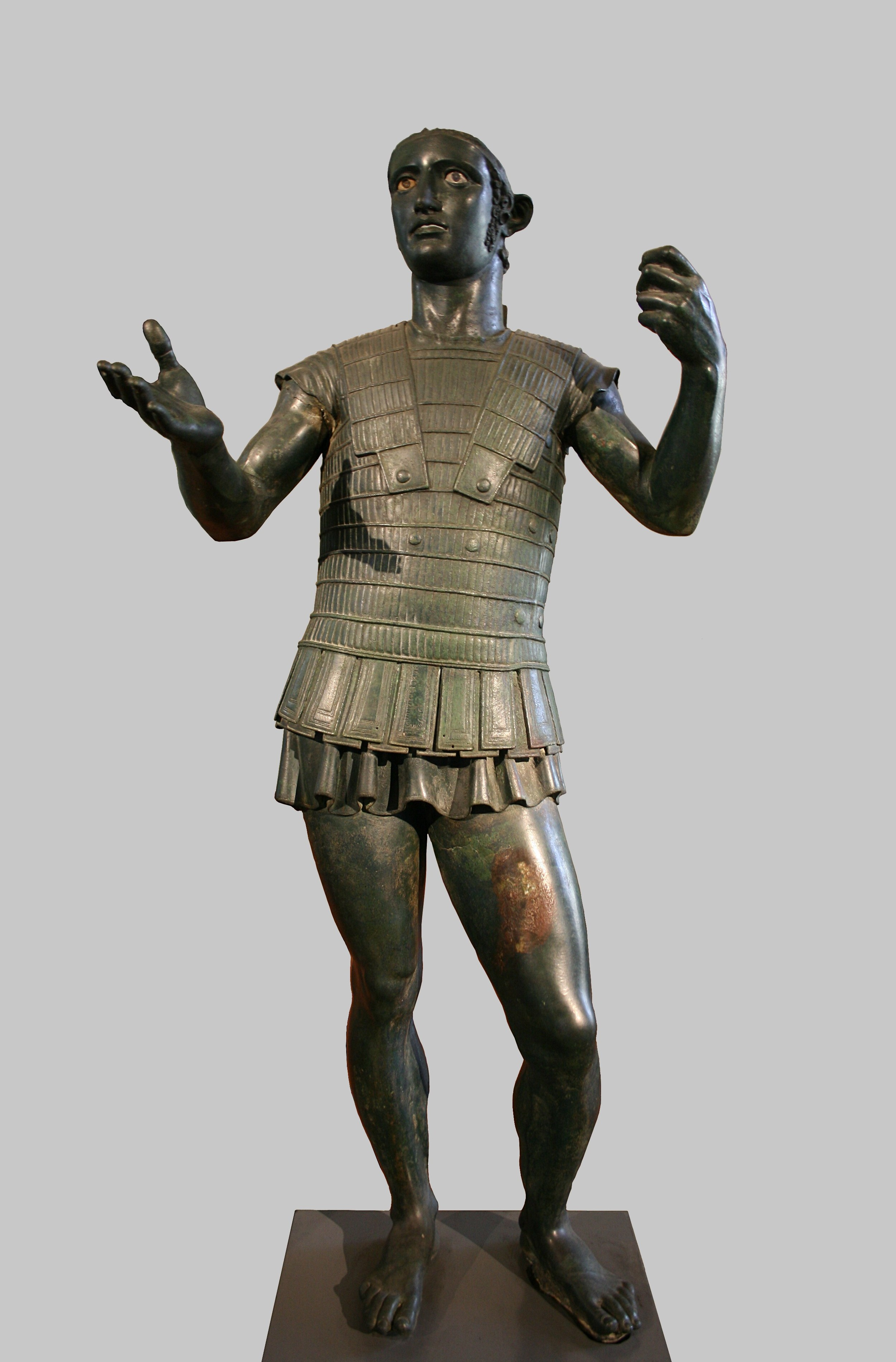
Der Mars von Todi (ca. 400 v. Chr.)

Der Mars von Todi ist eine etruskische Bronzestatue aus dem späten 5. Jahrhundert v. Chr. oder frühen 4. Jahrhundert v. Chr. und stellt einen Krieger mit Rüstung dar, der ein Trankopfer darbringt. Die Statue ist ein bedeutendes Beispiel der etruskischen Bronzeverarbeitung und zählt zu den wenigen erhaltenen Großbronzen. Die Skulptur wurde im 19. Jahrhundert entdeckt und befindet sich heute im Museo Gregoriano Etrusco der Vatikanischen Museen in der Vatikanstadt von Rom.

## Beschreibung

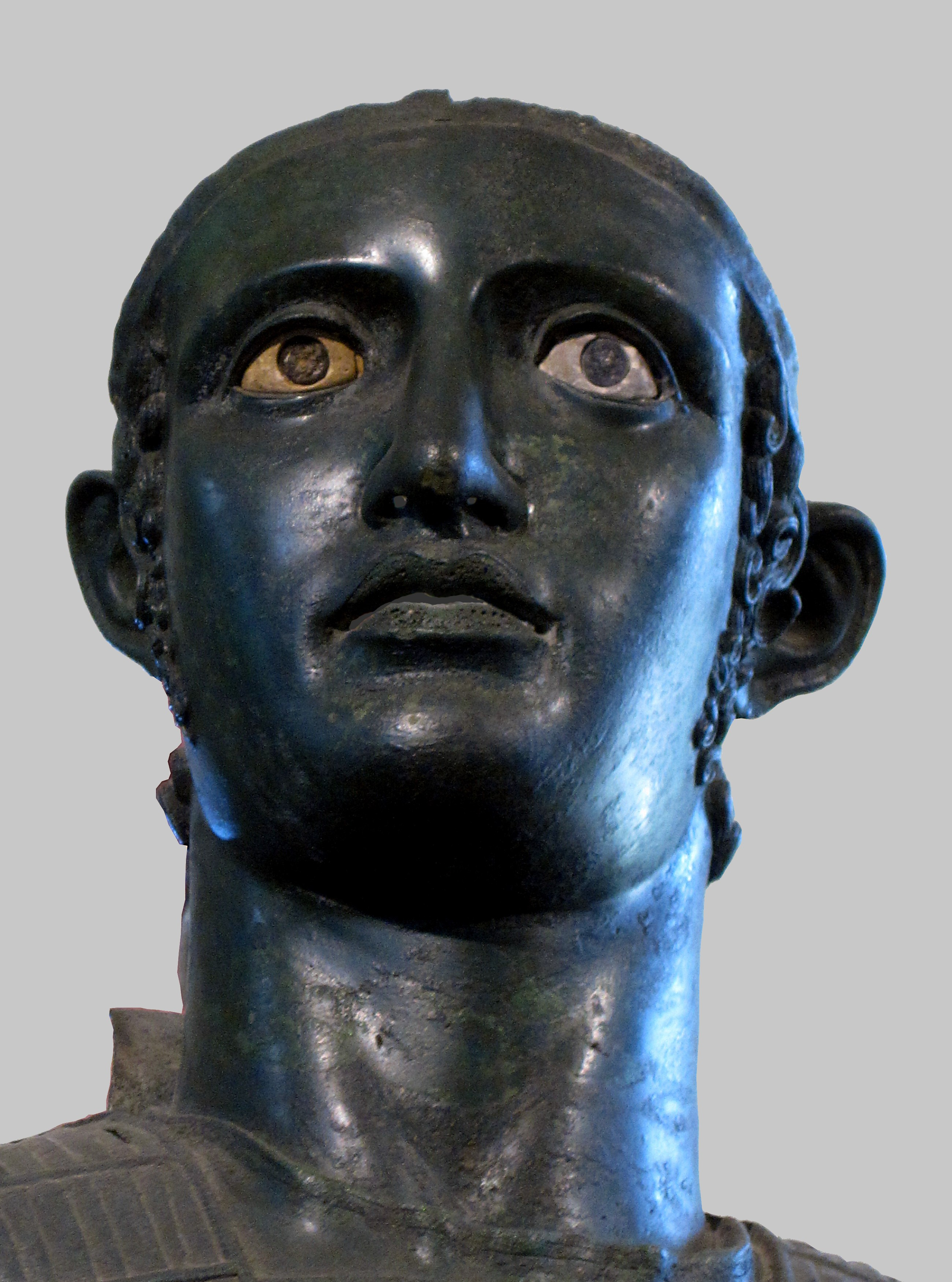
Kopf der Bronzestatue

Die nahezu lebensgroße, 1,41 m hohe Statue besteht aus einzelnen, im Wachsausschmelzverfahren gegossenen und dann gelöteten Teilen, mit Einfügungen aus verschiedenen Materialien. Die Figur stellt einen Krieger mit Plattenrüstung dar, der wahrscheinlich kurz vor einer Schlacht ein Trankopfer darbringt. Dazu hielt er mit der rechten Hand eine Trankopferschale (Patera), die zusammen mit der Statue gefunden wurde. Mit der linken Hand stützte er sich auf eine eiserne Lanze. Patera und Reste der Lanze sind erhalten und werden in einer Vitrine ausgestellt. Die Bronzestatue trug allem Anschein nach einen Helm, der bisher nicht aufgefunden werden konnte. Das Gesicht besitzt eingelegte Augen und zeigt ein angedeutetes Lächeln. Das Gewicht der Figur ist auf das rechte Bein verlagert, das linke ist deutlich abgewinkelt. Diese Haltung wird als Kontrapost bezeichnet.
Die offenbar von einer etruskischen Werkstatt geschaffene Statue weist Ähnlichkeiten mit Plastiken der griechischen Klassik im Zeitraum von 450 bis 425 v. Chr. auf, vor allem aus der Schule des Bildhauers Phidias. Daneben gibt es Bezüge zu Werken des Polyklet. Handwerklich reicht die Statue an griechische Vorbilder heran, allerdings ist die Pose etwas unbeholfen, mit einem Ausdruck dumpfer Selbstbehauptung statt ruhender Selbstgewissheit. Es gibt außerdem eine störende Inkongruenz zwischen der Zartheit der Hände, der Füße und der Kleidung und der Grobheit des geschwollenen Halses und der unförmigen Schenkel. Wie in anderen etruskischen Werken wird die Oberfläche des Körpers summarisch behandelt ohne Berücksichtigung der zugrundeliegenden Struktur von Knochen und Muskeln. Auch die fehlende heroische Nacktheit unterscheidet dieses Werk von ihren griechischen Vorbildern. In der etruskischen Bildhauerei und Malerei werden vornehmlich Personen von niederem Stand wie Diener und Sklaven unbekleidet dargestellt.

## Entdeckung

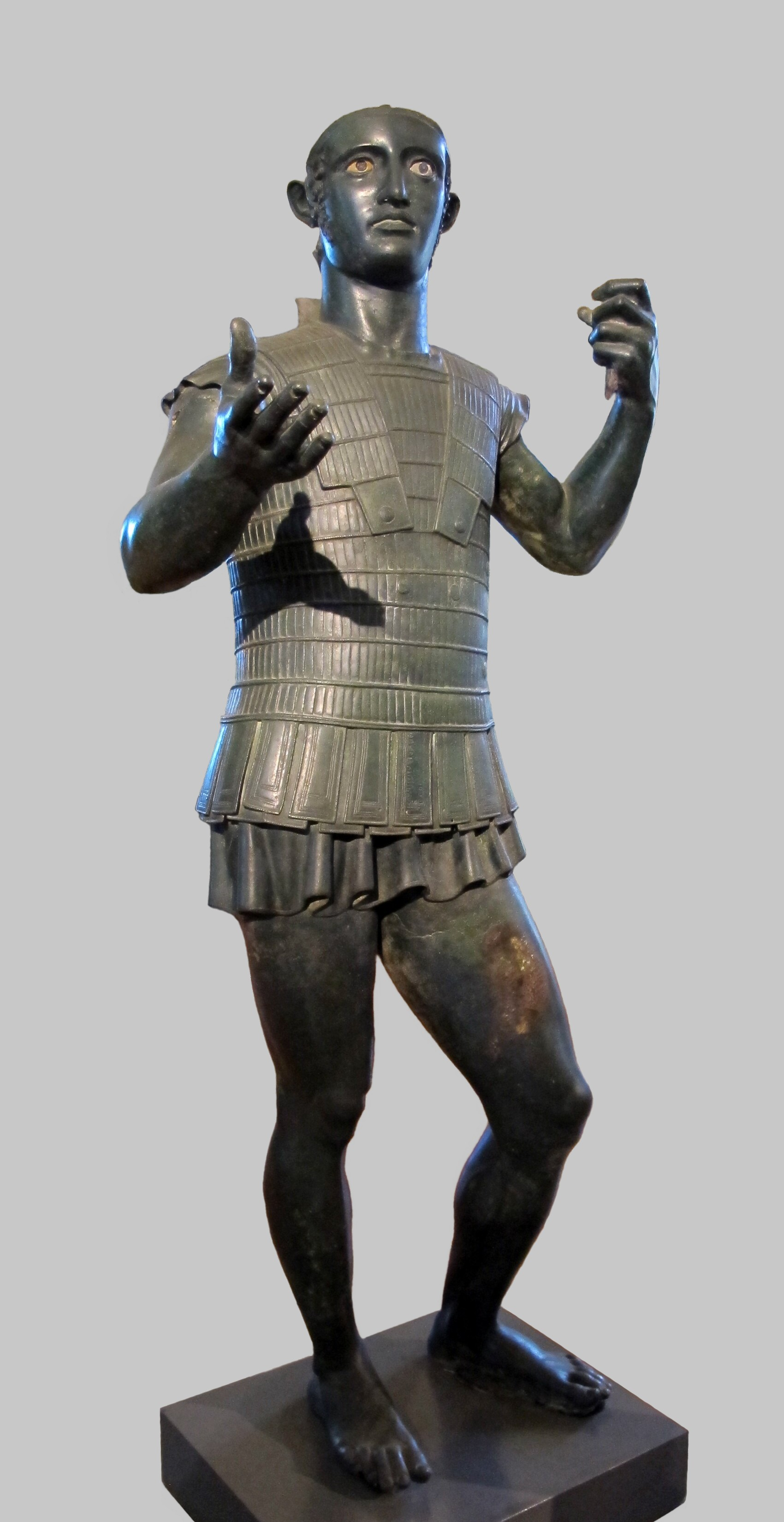
Schrägansicht der Bronzefigur

Die Bronzestatue wurde 1835 im Tibertal an den Hängen des Monte Santo in der Nähe der zwischen Rom und Florenz gelegenen Kleinstadt Todi gefunden. Sie war dort bereits in der Antike zwischen zwei oder vier Travertinblöcken vergraben worden. Gliedmaßen und Kopf waren vom Rumpf getrennt und wurden nachträglich aufgesetzt. 1836 gelangte die Bronzefigur in den Besitz des Kirchenstaates. Der dänische Bildhauer Bertel Thorvaldsen ergänzte die Statue um einen Helm, der später wieder entfernt wurde.

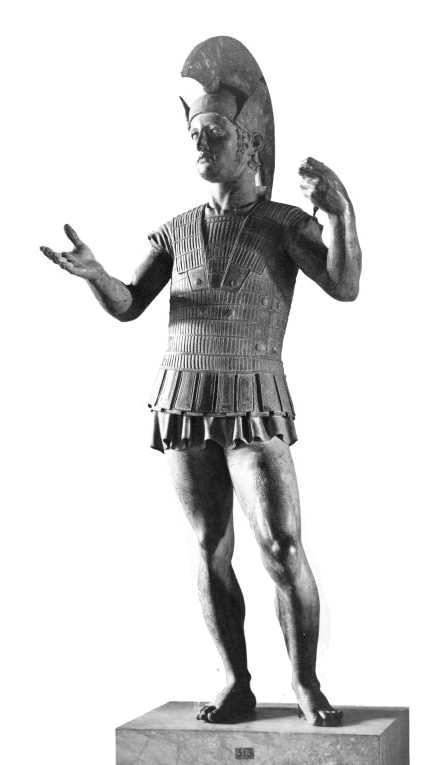
Mars von Todi mit Helm
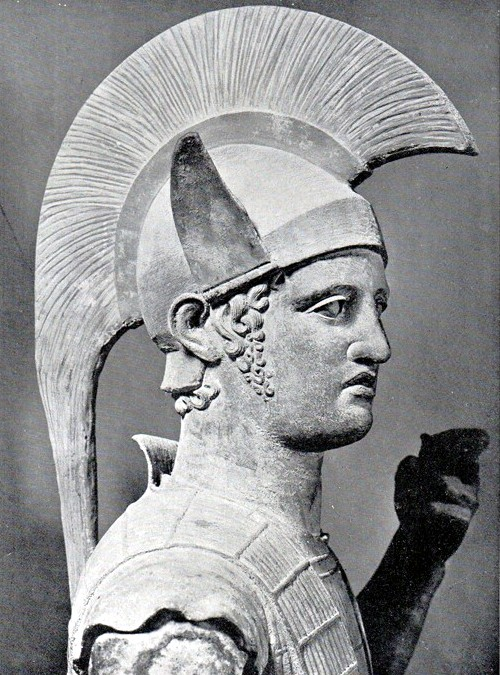
Detail

## Inschrift
Am unteren Ende der Rüstung ist in umbrischer Sprache mit etruskischen Buchstaben eine Inschrift eingeritzt. Entsprechend den Schreibgewohnheiten der Etrusker ist die Widmungsinschrift von rechts nach links mit spiegelverkehrten Buchstaben verfasst.

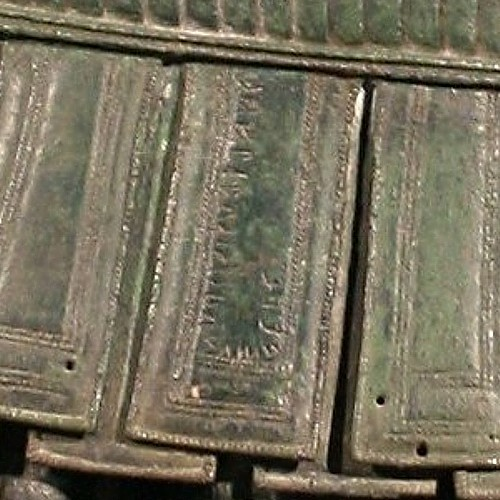
Detail
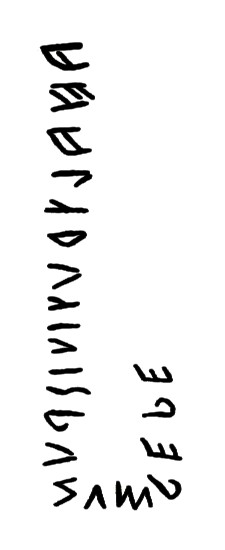
Inschrift

Die transkribierte Lesung lautet:
AHAL TRUTITIS DUNUM DEDE
Bemerkenswert ist die Verwendung des Buchstaben D, der im etruskischen Alphabet fehlt, da der entsprechende D-Laut in der etruskischen Sprache nicht vorkommt. Die Umbrer verwendeten für ihre Inschriften zunächst etruskische, später lateinische Buchstaben. Daher kann nicht abschließend geklärt werden, ob ein Umbrer oder Etrusker die Inschrift verfasst hat.
AHAL TRUTITIS scheint der Name einer Person keltischer Herkunft zu sein. DUNUM ist Akkusativ mit der Bedeutung Geschenk. DEDE ist ein Verb in der dritten Person Perfekt und steht für er hat gegeben. Insgesamt ergibt sich als sinngemäße Übersetzung:
Ahal Trutitis hat dies als Weihegeschenk gegeben.
Die umbrische Sprache ist verwandt mit der oskischen Sprache und ähnelt dem Lateinischen. Die Inschrift würde auf Lateinisch mit DONUM DEDIT enden.

## Deutung

Sprachgebiete im Italien des 6. Jahrhunderts v. Chr.

Die Etrusker waren versierte Metallarbeiter und Orvieto (etruskisch Velzna, lateinisch Volsinii) war besonders für die Herstellung von Bronzestatuen bekannt. Die Römer haben angeblich 2000 Bronzen aus Volsinii entfernt, als sie es im Jahre 265 v. Chr. eroberten. Der Mars von Todi könnte also ursprünglich dort produziert worden sein. Es ist aber auch denkbar, dass die Bronzefigur in Perugia (etruskisch Persna) oder in Todi (umbrisch Tutere, lateinisch Tuder) hergestellt wurde. Beide Städte waren ebenfalls für herausragende Bronzearbeiten bekannt. Die umbrische Stadt Todi stand kulturell und politisch unter etruskischem Einfluss. Die in umbrischer Sprache verfasste Inschrift zeigt, dass die Statue für den umbrischen Markt bestimmt war.
Die Religionen des alten Italiens stützten sich stark auf Votivpraktiken. Durch Opfergaben in einem Tempel oder an einem Heiligtum sollte eine Übereinkunft zwischen dem Spender und einer Gottheit hergestellt oder bestätigt werden. Votivgaben konnten bescheidene Gegenstände aus dem täglichen Leben sein oder auch größere Prestigeobjekte wie der Mars von Todi. Es ist anzunehmen, dass die Statue dem Kriegsgott geweiht war. Für die Etrusker war dies Laran, die Umbrer dagegen verehrten wie die Römer Mars als Kriegsgott. Das Trankopfer vor der Schlacht war die Gelegenheit, den Kriegsgott um Unterstützung und Erfolg in der Schlacht zu bitten.
Die Bronzestatue könnte aber auch den Kriegsgott selbst darstellen, wie die Bezeichnung als Mars von Todi nahelegt. Dafür spricht die Kombination von Lanze und Spendenschale als Attribut einer Gottheit. Die Gestaltung der Bronze im klassischen Skulpturenstil weist darauf hin, dass der Künstler mit mediterranen Stilkonventionen vertraut war. Wäre die Statue nur das Abbild eines Sterblichen, so müsste die linke Hand zur Begleitung der Spende zum Gebet erhoben sein. Die Fundumstände sprechen ebenfalls für die Darstellung einer Gottheit. Die Figur wurde sorgfältig wie bei einer Bestattung vergraben, ein in der Antike üblicher Vorgang, wenn eine Kultstatue zum Beispiel durch einen Blitzschlag entweiht worden war. Vielleicht stand die Bronze als Götterstatue auf einem Podium und stürzte durch einen Blitzschlag herab, so dass eine rituelle Bestattung erforderlich wurde.
In der Forschung wird auch ein vermittelnder Standpunkt vertreten: Der Mars von Todi war zunächst eine Votivgabe des Ahal Trutitis und in zweiter Verwendung ein Kultbild des Kriegsgotts. Dass der Stifter vermutlich keltischer Herkunft war, verleiht der Widmung eines etruskischen Artefakts in einem umbrischen Heiligtum ein kosmopolitisches Element und zeugt von einer heterogenen Kultur auf der Italienischen Halbinsel zu dieser Zeit.